# Рахав, Амит
Амит Рахав (ивр. עמית רהב‎; род. 9 августа 1995; Тель-Авив, Израиль) — израильский актёр театра и телевидения.

## Биография
Вырос в городе Герцлия в семье матери из Британии и отца израильтянина. Между 2010 и 2013 годами учился на театральном факультете в средней школе «Алон» в городе Рамат-ха-Шарон, в то же время был участником музыкальной группы «На сцене» и принимал участие в разного рода фестивалей для детей.
Во время службы в армии, был в театре ЦАХАЛа, после демобилизации изучал пение.

### Телевидение
Стал известен после сериала «Неортодоксальная», где сыграл в роли Якова «Янки» Шапиро, мужа главной героини и жителя ультраортодоксального квартала Уильямсберг в Нью-Йорке.

## Личная жизнь
Имеет пять братьев. С девяти лет вегетарианец.
Гомосексуал. Уже полтора года состоит в отношениях со своим партнёром.

## Интересные факты
Рахав и его коллега Шира Хаас в сериале «Неортодоксальная» были соседями и дружат почти 10 лет.